# Айлийн Драйер
Айлийн Драйер (на английски: Eileen Dreyer) е американска писателка на бестселъри в жанровете любовен роман, исторически романс, паранормален романс и романтичен трилър. Писала е и под псевдонима Катлийн Корбел (на английски: Kathleen Korbel).

## Биография и творчество
Айлийн Драйер е родена през 1952 г. в Брентууд (сега предградие на Сейт Луис), Мисури, САЩ. Има ирландски произход. През 1972 г. завършва медицинско училище и започва работа като медицинска сестра при съдебен лекар. През 1982 г. получава сертификат за сестра от бърза помощ и до 1988 г. работи като такава.
Заедно с работата си започва да пише любовни романи. През 1986 г. е публикуван първия ѝ романс „Playing The Game“. Той става бестселър и е удостоен с награда от списание „Romantic Times“ за най-добър нов съвременен любовен роман.
След успеха на първите си произведения напуска работата си и се посвещава на писателската си кариера. Сюжетите в нейните произведения варират от лекия хумор до поставянето на сериозни проблеми като неграмотност, анорексия и посттравматично стресово разстройство. В книгата си „A Rose for Maggie“ описва живота на жена, чиято дъщеря има синдрома на Даун, а книгата се смята за една от най-романтичните истории в жанра. За любовните си романи получава 4 пъти престижната награда РИТА на Асоциацията на писателите на романси на Америка.
В началото на 90-те започва да пише криминални романи на медицинска тематика. Промяната прави съвместно с три свои колежки и приятелки – Тами Хоуг, Елизабет Грейсън и Кимбърли Кейтс, като наричат групата си „Divas“. Първият от трилърите ѝ, „A Man to Die for“ от 1991 г., е удостоен с наградата РИТА.
Романите „Some Men's Dreams“, „Head Games“ и „Barely a Lady“ са наградени за най-добър роман в съответните категории от списание „Romantic Times“, а през 2005 г. писателката е удостоена с награда за цялостно творчество в категорията трилър.
От 2010 г. започва да пише и историческа романтика с поредицата „Дрейк“.
Произведенията на писателката постоянно са в списъците на бестселърите. Те са преведени на много езици и са издадени в над 5 милиона екземпляра по света. С получените от нея 5 награди РИТА тя се нарежда на четвърто място в Залата на славата на писателите на романси на Америка.
Член е на Асоциацията на писателите на романси на Америка, на Асоциацията на писателите на трилъри на Америка, на Асоциацията на сестрите от бързата помощ и др. Тя е чест говорител на писателските конференции.
Айлийн Драйер живее със семейството си в Сейнт Луис. Обича много да пътува, да пее и слуша ирландска музика, и да се грижи за градината.

## Произведения

### Като Катлийн Корбел

#### Самостоятелни романи
- Playing The Game (1986)
- A Stranger's Smile (1986)
- Worth Any Risk (1987)
- Приказна история, A Prince of a Guy (1987)
- Edge of the World (1987)
- The Princess and the Pea (1988)
- Perchance to Dream (1989) – награда РИТА
- The Ice Cream Man (1989) – награда РИТА
- Lightening Strikes (1990)
- A Rose for Maggie (1991) – награда РИТА
- Jake's Way (1991)
- Романтично пътешествие, Isn't It Romantic? (1992)
- A Walk on the Wild Side (1992)
- Simple Gifts (1994)
- A Soldier's Heart (1994) – награда РИТА
- Sail Away (1999)
- Some Men's Dreams (2003)

#### Поредица „Дъщерите на Мит“ (Daughters of Myth)
1. Dangerous Temptation (2006)
2. Dark Seduction (2008)
3. Deadly Redemption (2008)

#### Участие в общи серии с други писатели

##### Поредица „Мъж на месеца“ (Man of the Month)
- Hotshot (1990)
- Don't Fence Me in (1996)

от серията има още 85 романа от различни автори

##### Поредица „Мъж на света“ (Man of the World)
1. A Fine Madness (1991)
от серията има още 5 романа от различни автори

#### Сборници
- По вълните на любовта, The Road to Mandalay в „Горещо лято“, Silhouette Summer Sizzlers (1989) – с Парис Афтън Бондс и Нора Робъртс
- Мъжът от сънищата, Timeless в „В света на сенките“, „Shadows '93“ (1993) – с Карла Касиди и Лори Хертер
- Undercover Lovers (1994) – с Мери Лин Бакстър и Анет Броудрик
- Stranded (1994) – с Патриша Гарднър Евънс и Стефани Джеймс
- Outlaws and Lovers (1996) – с Наоми Хортън и Емили Ричардс
- Royal Weddings (1996) – с Даяна Палмър и Марион Смит Колинс
- Destined for Love (1998) – с Анет Броудрик и Хедър Греъм
- One-Click Buy: Winter Silhouette Nocturne (2008) – с Рианън Бърд, Лори Девоти, Лиза Рене Джоунс, Линдзи Маккена и Патрис Мишел

### Като Айлийн Драйер

#### Самостоятелни романи
- A Man to Die for (1991) – награда РИТА
- If Looks Could Kill (1992)
- Nothing Personal (1994)
- Brain Dead (1997)
- With a Vengeance (2003)
- The Sunken Sailor (2004) – със Саймън Брет, Ян Бърк, Дороти Кънел, Маргарет Коил, Дебора Кромби, Каролин Харт, Едуард Марстън, Франсин Матюс, Шаран Нюман, Александра Рипли, Уолтър Сатъртуейт, Сара Смит и Каролин Уийт
- Sinners and Saints (2005)
- The Unfortunate Miss Fortunes (2007) – с Дженифър Крузи и Ан Стюарт

#### Поредица „Моли Бърк“ (Molly Burke)
1. Bad Medicine (1995)
2. Head Games (2004)

#### Поредица „Дрейк“ (Drake's Rakes)
1. Barely a Lady (2010)
2. Never a Gentleman (2011)
3. Always the Temptress (2011)
4. Once a Rake (2013)

- It Begins with a Kiss (2012)